# Velvet Sky
Jamie Lynn Szantyr, meglio conosciuta con il ring name Velvet Sky (New Britain, 2 giugno 1981), è una wrestler statunitense.
È principalmente ricordata per i suoi trascorsi tra il 2007 e il 2017 nella Total Nonstop Action Wrestling, federazione in cui ha vinto due volte il Knockout's Championship e una volta il Knockouts Tag Team Championship con Lacey Von Erich e Madison Rayne.

## Carriera

### Gli esordi (2003–2005)
La Szantyr si allenò per lottare all'House of Pain Pro Wrestling Dojo di Jason Knight. Prima di completare gli allenamenti, iniziò a lavorare come valletta e wrestler nel circuito indipendente usando il ring name "Miss Talia","Talia Doll" e Talia Madison. Nel circuito indipendente formò un tag team conosciuto come T&A con April Hunter. Fu impegnata nel suo primo match titolato quando lavorava nella World Xtreme Wrestling vincendo il WXW Women's Championship in una battle royal il 29 maggio 2004.

### World Wrestling Entertainment (2005–2006)
La Szantyr debuttò in WWE in un festino di John "Bradshaw" Layfield. L'11 luglio a Heat venne sconfitta da Victoria. Il 17 agosto viene nuovamente sconfitta da Victoria. Scompare nella TV per parecchi mesi per riapparire poi insieme a Trinity nel gennaio 2006 dove viene scelta per danzare di fronte al pubblico. Successivamente viene sconfitta anche da Trinity e a febbraio viene lasciata libera dalla compagnia. Partecipa anche al Diva Search del 2007 non riuscendo ad arrivare tra le otto finaliste.

### Circuito indipendente (2006–2007)
Ritornò ai circuiti indipendenti come Talia Doll dove vinse il 6 aprile 2006 insieme ad April Hunter il WEW Tag Team Championship. Di seguito il team fu riconosciuto come T&A. Successivamente cambiò ring name in Talia Madison dove l'8 aprile 2006 vinse il Defiant Pro Women's Title in un Triple Threat match. Il 5 maggio 2007 vinse anche il WEW Women's Title sconfiggendo Angel Orsini. Quando infine fu chiamata dalla Total Nonstop Action Wrestling.

### Total Nonstop Action (2007–2017)
Debutta in TNA insieme ad altre Knouckouts a Bound For Glory 2007 in un Gauntlet Battle Royal match a 10 Knockouts per decretare la prima TNA Knouckouts Champion della storia, ma viene eliminata da Gail Kim. Di seguito cambia il suo nome in Velvet Sky. Successivamente combatte due volte contro Awesome Kong perdendo. Poi stringe un'alleanza con Angelina Love dove con lei forma un Tag Team chiamato The Beautiful People. A Turning Point 2007 sconfigge insieme ad Angelina Love il team formato da Roxxi Laveaux e ODB. A LockDown 2008 partecipa ad un Queen Of The Cage match insieme a molte Knouckouts perdendo. Vince una Battle Royal eliminando per ultima Gail Kim ottenendo una chance per il titolo. Dove però fallisce l'assalto al titolo. Ad Hard Justice 2008 perde insieme ad Awesome Kong e la sua compagna Angelina Love contro Taylor Wilde, Gail Kim e ODB. A Bound For Glory 2008 perde insieme a Angelina Love contro, Rhaka Khan e ODB. Di seguito vengono sconfitte da Taylor Wilde e Roxxi.
Nel 2009 la sua compagna Angelina Love viene licenziata dalla TNA (kayfabe), e nelle Beautiful People vengono introdotte due nuovi membri Lacey Von Erich e Madison Rayne. Perde contro ODB in un match ad IMPACT!. Ad agosto, ad Hard Justice 2009 perde insieme alle sue compagne contro ODB e Cody Deaner. A No Surrender 2009 perdono nella finale del torneo per l'assegnazione del TNA Knockouts Tag Team Championship. Il 10 dicembre vince contro Lacey Von Erich in un Mud Wrestling Match.
Il 14 gennaio perde insieme alle sue compagne contro Awesome Kong e Hamada; dopo il match viene attaccata dalla rientrante ed ex-compagna di Velvet, Angelina Love. Il 28 gennaio vince insieme alle sue compagne contro Hamada, Awesome Kong e Tara, dopo il match viene attaccata nuovamente da Angelina Love. L'11 febbraio Lacey, Madison e Velvet vincono contro Tara e Angelina Love. L'8 marzo, Velvet e Lacey conquistano i TNA Knockouts Tag Team Championship ai danni dei Tag Team: Taylor Wilde e Sarita e Angelina Love e Tara. Il 24 marzo vincono insieme a Daffney contro Taylor Wilde, Tara, Angelina Love e Sarita. Ad aprile, a LockDown 2010 difendono i loro titoli all'assalto di Angelina Love e Tara, in uno Steel Cage Match. Il 19 aprile difendono i loro titoli contro Daffney e ODB. Il 3 maggio difendono i titoli di coppia con Madison Rayne contro Tara, Taylor Wilde e Sarita. Il 27 maggio difendono ancora i titoli contro Taylor Wilde e Sarita. Perdono i titoli il 5 agosto contro Hamada e Taylor Wilde. Il 23 settembre lei e Lacey cercano di riconquistare i Titoli ma la sua compagna viene attaccata da Madison Rayne.
A No Surrender 2010, accompagnata da Angelina Love, batte Madison Rayne. A Bound for Glory 2010 perde un fatal four way match contro Angelina Love, Madison Rayne e Tara; vinto da quest'ultima che diventa la nuova TNA Knockouts Champion. Il 7 ottobre ritornano a combattere insieme e vincono un match per decretare la vera squadra delle Beautiful People, in quel match erano opposte a Madison Rayne e Tara. Il 28 ottobre, lei e Angelina Love hanno un confronto con la debuttante Winter. Il 4 novembre perde contro Sarita. Il 17 novembre a TNA Xplosion perde contro Tara. Il 18 novembre affronta in coppia con il Motor City Machine Guns il team composto da Cookie e altri componenti del Jersey Shore. Di seguito, Velvet si infortuna e il 9 dicembre, Winter la sostituisce nella riassegnazione dei Knouckouts Tag Championship, Winter riesce a vincere insieme ad Angelina Love. Ritorna il 6 gennaio 2011 perdendo con Mickie James contro Sarita e Madison Rayne. Il 20 gennaio perde un Fatal Four Way match che era composto da Sarita, Madison Rayne, e Mickie James. Il 27 gennaio attacca Winter che aveva attaccato precedentemente Velvet. Il 3 marzo vince contro Sarita, e dopo il match attacca assieme ad Angelina Love alcuni componenti del Jersey Shore. La settimana dopo vince insieme a Winter e Angelina Love contro Cookie (Jersey Shore), Angelina (Jersey Shore) e Sarita. Il 17 marzo viene attaccata da Angelina Love nel loro Tag Team Match contro Sarita e Rosita per ordini di Winter, sancendo la fine delle Beautiful People. Il 24 marzo Angelina cerca di aiutare la sua ex-compagna Velvet dagli attacchi di Sarita e Rosita ma viene fermata da Winter. Il 31 marzo viene sconfitta da Winter. Il 14 aprile viene attaccata da Angelina Love. La settimana dopo viene riattaccata da Angelina Love. Il 19 maggio riesce a sconfiggere Angelina Love e Winter in un Handicap Match, ma dopo il match viene attaccata da ODB.
Il 26 maggio viene attaccata da ODB sul ring. Il 2 giugno si attaccano a vicenda lei e ODB ma alla fine arriva Miss Tessmacher che aiuta Velvet. La settimana dopo riesce a sconfiggere ODB. Il 16 giugno viene attaccata da ODB e dalla rientrante Jacqueline. Il 23 giugno perde in coppia con Miss Tessmacher contro ODB e Jacqueline. Il 7 luglio sconfigge ODB e Jacqueline in un Handicap Match. Il 21 luglio nel match tra Mickie James e Velvet intervengono Winter e Angelina Love che vengono assalite da Mickie e Velvet, subito dopo intervengono anche Jacqueline e ODB che attaccano Velvet, ma in soccorso viene Traci Brooks, che arresta Jackie e ODB (kayfabe). L'8 settembre perde in coppia con Mickie James contro Angelina Love e Winter. Il 15 settembre sconfigge Angelina Love e si qualifica per il match titolato contro Winter.
A Bound For Glory 2011 sconfigge Winter, Madison Rayne e Mickie James diventando per la prima volta TNA Knouckouts Champion. Di seguito viene attaccata dalla rientrante Gail Kim. Il 10 novembre perde in coppia con Mickie James contro Madison Rayne e Gail Kim. Perde il titolo a Turning Point 2011 contro Gail Kim. Il 17 novembre in una puntata di Impact! partecipa ad un Gauntlet Match vinto da Mickie James. Ritorna il 26 gennaio dove perde in un Triple Threat match con Mickie James contro Tara. Il 9 febbraio vince contro Mickie James. Il 1º marzo vince in coppia con Mickie James contro Angelina Love e Sarita. La settimana dopo perde contro Madison Rayne. Il 29 marzo batte Madison Rayne. Il 5 aprile vince un match a 6Knouckouts per sfidare Gail Kim a LockDown 2012 per il titolo, dove fallisce l'assalto al titolo. Il 3 maggio batte in coppia con Brooke Tessmacher il team composto da Gail Kim e Madison Rayne. Il 10 maggio perde contro Brooke Tessmacher.
Il 7 giugno perde in un match per decretare la N 1 Contender al titolo di Gail Kim; questo è stato il suo ultimo match in TNA, poiché a inizio luglio, chiede il rilascio alla federazione di Orlando. Il 5 luglio viene rilasciata dalla TNA.
Nella puntata di Impact! del 6 dicembre, Velvet Sky fa il suo ritorno nel corso di un battibeccho sul ring tra Mickie James e Tara, ringraziando Brooke Hogan che l'ha voluta ancora in TNA e dicendo che il 2013 sarebbe stato il suo anno, promettendo di diventare di nuovo TNA Knockouts Champion.
Nella puntata di Impact! del 13 dicembre, sconfigge Madison Rayne. A TNA Genesis 2013 vince un 5 Gauntlet match per decretare la N°1 Contender al TNA Knockouts Championship detenuto da Tara. Nella puntata di Impact! del 17 gennaio, batte Gail Kim. Nella puntata di Impact! del 24 gennaio, perde contro Tara non riuscendo a vincere la cintura.
Nella puntata di Impact! del 21 febbraio, conquista per la seconda volta il TNA Knockouts Championship in un Fatal Four Way Elimination match contro la campionessa Tara, Gail Kim e Miss Tessmacher. Nella puntata di Impact! del 28 febbraio, difende con successo il titolo contro l'ex campionessa Tara. A Lockdown, batte anche Gail Kim e rimane Knockouts Champion. Nella puntata di Impact! del 14 marzo, Velvet e Mickie James battono Gail Kim e Tara. Nella puntata di Impact! del 4 aprile, fa coppia con Taryn Terrell ma vengono sconfitte da Gail e Tara. Nella puntata di Impact! del 25 aprile, difende la cintura all'assalto di Mickie James. Nella puntata di Impact! del 9 maggio, insieme a Mickie battono Gail Kim e Tara. Nella puntata di Impact! del 16 maggio, batte Gail Kim. Nell'episodio di Impact! del 23 maggio 2013, viene sconfitta in un match titolato da Mickie James, perdendo così il TNA Knockouts Championship.
Nell'episodio di Impact! del 27 giugno, ha la possibilità di riprendersi la cintura, ma viene sconfitta da Mickie James. Intraprende, in seguito, una relazione con Chris Sabin, suo fidanzato reale. Al PPV One Night Only TNA Knockout Knockdown, sconfigge Jillian Hall. Nella stessa serata partecipa ad una Battle Royal, venendo eliminata. Nell'episodio di Impact! del 10 ottobre, ritorna a combattere contro Brooke, perdendo. Nell'episodio di Impact! del 24 ottobre, Velvet Sky e ODB perdono contro Brooke e Gail Kim. Nell'episodio di Impact! del 28 novembre, perde contro Lei'D Tapa. Ad Hardcore Justice, viene sconfitta da Lei'D Tapa. Al PPV One Night Only Old School, Velvet fa squadra con i Bad Influence battendo il trio formato da Lei'D Tapa e i BroMans. Nell'episodio di Impact! del 30 gennaio, insieme a Madison Rayne battono Gail Kim e Lei'D Tapa. Nell'episodio di Impact! del 13 febbraio, dopo aver mollato Chris Sabin (storyline), lo affronta in un match che termina in No Contest quando la Sky viene attaccata dalla nuova manager di Sabin, Alpha Female. A Joker's Wild, Velvet insieme a Madison Rayne e ODB battono la squadra composta da Alpha Female, Gail Kim e Lei'D Tapa. Nell'episodio di Impact! del 27 febbraio, Velvet e Madison Rayne vengono sconfitte da Alpha Female e Lei'D Tapa. Nell'episodio di Impact! del 6 marzo, il trio guidato dalla Knockout Champion Madison Rayne, ODB e Velvet Sky batte quello di Gail Kim, Lei'D Tapa e Alpha Female.
Nell'episodio di Impact! del 13 marzo, viene chiamata sul ring dalla rientrante Angelina Love, che tenta di riunire le The Beautiful People; Velvet le risponde che deve pensarci. Nell'episodio di Impact! del 20 marzo, Velvet da la sua risposta alla Love: vuole riunire le Beautiful People. Angelina dice che manca un altro membro al gruppo e chiama sul ring Madison Rayne, la quale non vuole riunirsi alla stable, e viene poi attaccata nel backstage da Angelina che dice che le Beautiful People saranno solo lei e Velvet. Nell'episodio di Impact! del 27 marzo, effettua un turn heel aiutanto Angelina Love a vincere il suo match contro Madison Rayne. Nell'episodio di Impact! del 3 aprile, Velvet e Angelina vincono contro il team formato da Madison Rayne e Brittany. Nell'episodio di Impact! del 17 aprile, perde uno Street Fight match contro la Knockout champion Madison Rayne.
Nell'episodio di Impact! dell'8 maggio, ritorna attaccando Angelina Love, effettuando un turn face. Nell'episodio di Impact! del 24 giugno, batte Angelina Love, in questo modo ritorna nella divisione delle Knockout.
Il 17 maggio 2016 la Sky ha un segmento prima del suo ultimo match ad Impact! con un'assistente della coordinatrice delle Knockouts, Maria. Dopo una breve lite piena di sarcasmo fra le due, lei informa la wrestler che affronterà Seanna la sera stessa e se perderà sarà licenziata. Ed è così che fu, facendo terminare definitivamente il contratto della Sky con la Total Nonstop Action Wrestling.

## Personaggio

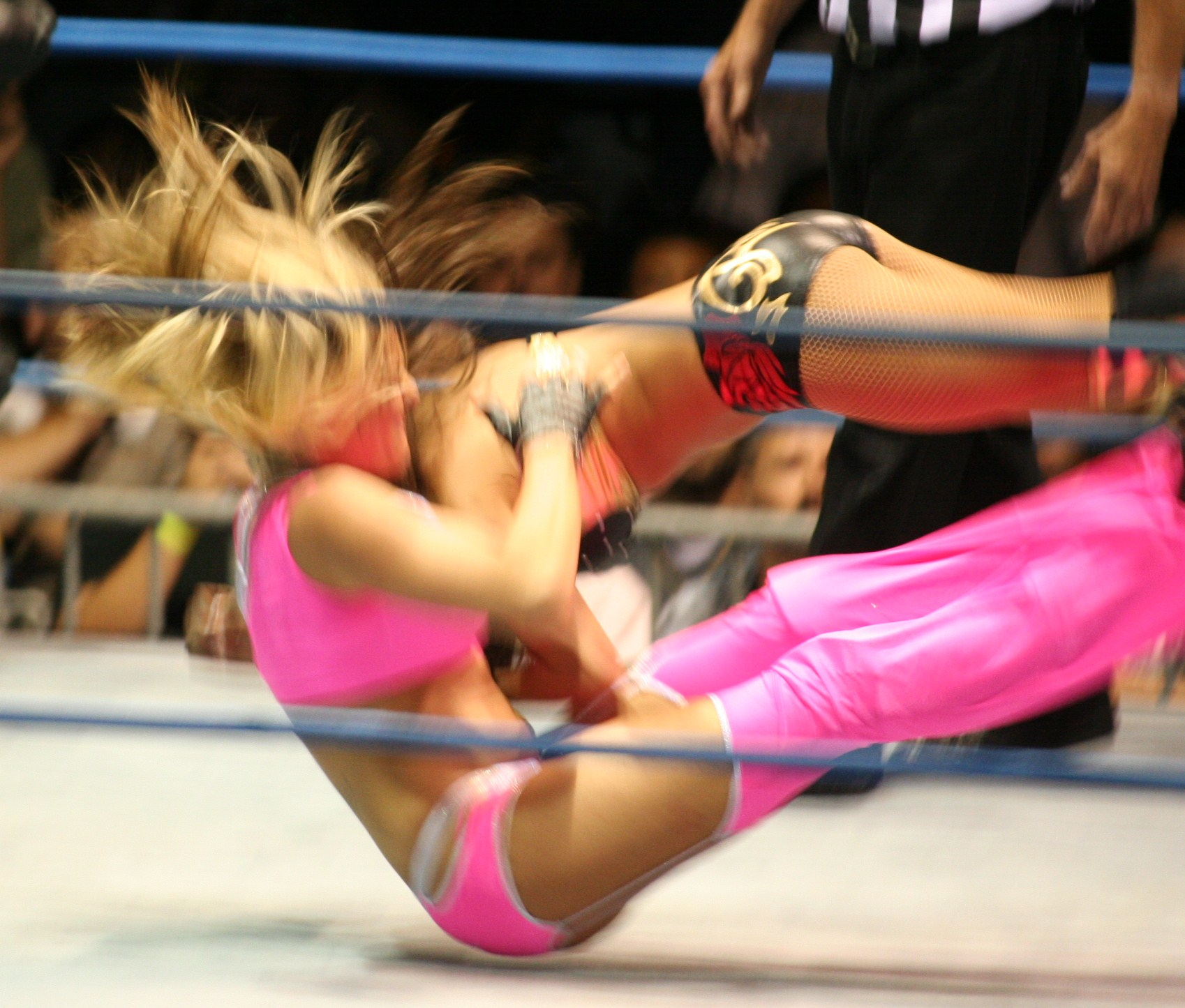
Velvet Sky mentre esegue una Spike DDT su Sarita

### Mosse finali
- Double knee backbreaker
- Spike DDT
- Straight jacker sitout rear mat slam – 2009-2011

### Manager
- Angelina Love
- Lacey Von Erich
- Madison Rayne

### Wrestler assistiti
- Angelina Love
- Chris Sabin
- Lacey Von Erich
- Madison Rayne
- Mandy Leon

### Musiche d'ingresso
- I'm About to Freak di Dale Oliver (2007–2008; 2011–2014)
- Angel On My Shoulder di Dale Oliver (2008–2011)
- Angel On My Shoulder (Remix) di Dale Oliver (2014–2015)
- Well Oiled Machine di Dale Oliver (2015–2017)

## Titoli e riconoscimenti
Pro Wrestling Illustrated

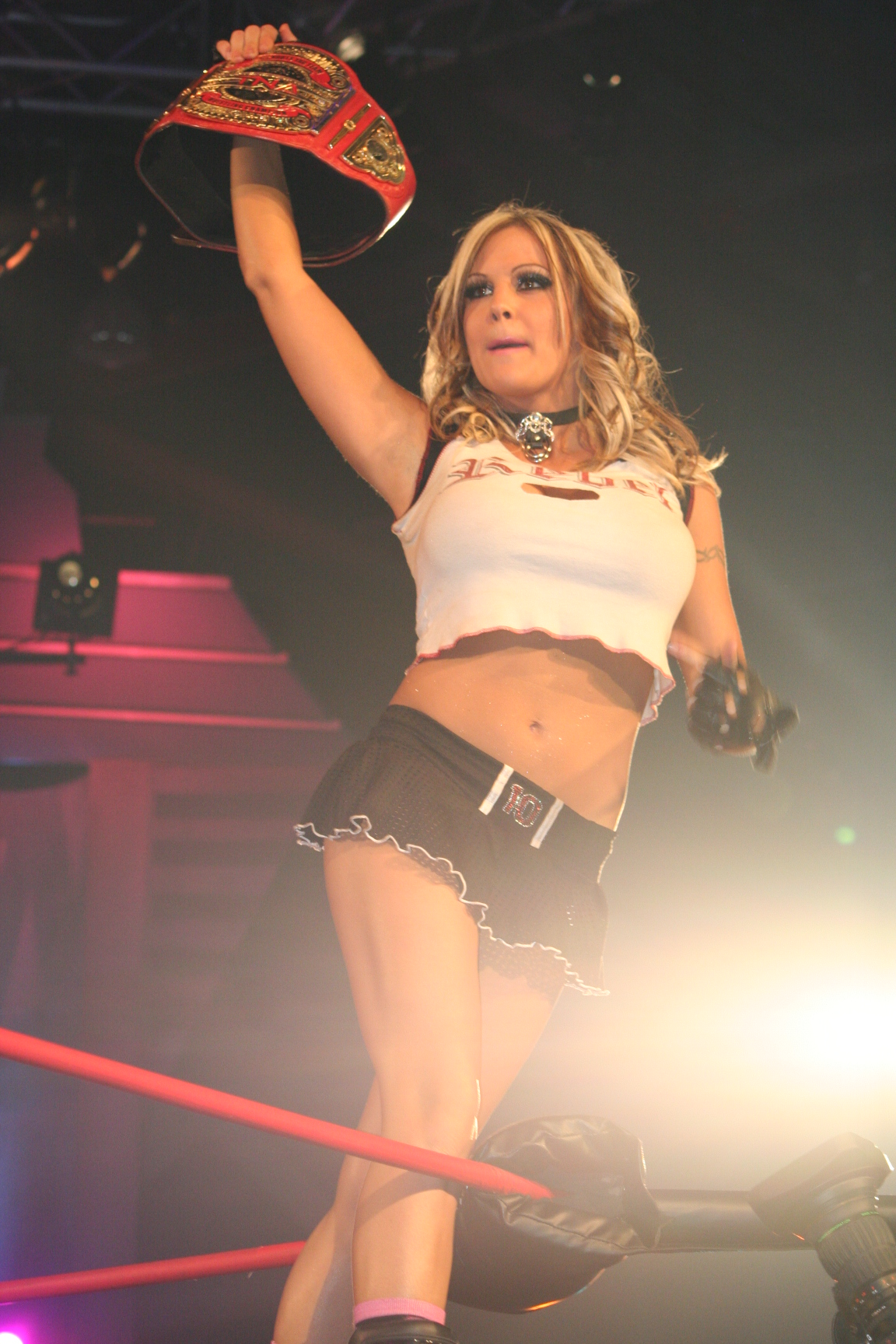
Velvet Sky con il TNA Knockouts Tag Team Championship, titolo che ha detenuto una volta

- 10ª tra le 50 migliori wrestler femminili nella PWI Female 50 (2013)

Defiant Pro Wrestling
- DPW Women's Championship (1)[1]

Georgia Wrestling Alliance
- GWA Ladies Championship (1)[2]

TNT Pro Wrestling
- TNT Women's Championship (1)[3]

Total Nonstop Action Wrestling
- TNA Knockouts Championship (2)
- TNA Knockout's Tag Team Championship (1)[4] – con Lacey Von Erich e Madison Rayne

Universal Wrestling Association
- UWA Women's Tag Team Championship (1)[5] – con Ariel

Women's Extreme Wrestling
- WEW World Championship (1)[6]
- WEW World Tag Team Championship (2) – con April Hunter (1) e Tiffany Madison (1)

World Xtreme Wrestling
- WXW Women's Championship (1)